# Karel Reijnders
Karel Alfons Petrus Reijnders (Heerlen, 7 mei 1920 – Overasselt, 28 juni 1997) was een Nederlands letterkundige.

## Biografie
Na enkele jaren als leraar ging hij in 1950 werken aan de Katholieke Universiteit Nijmegen. In datzelfde jaar was hij getrouwd met de Zwitserse Margrit Radelfinger (1924-2007), die hij had leren kennen toen hij les gaf in Montreux, en met wie hij vijf kinderen kreeg, van wie een zoontje in 1952 na enkele maanden overleed.
Reijnders was in eerste instantie aangesteld als een toegevoegd docent met een typische en specifieke onderwijstaak. Oorspronkelijk betrof zijn aanstelling een assistentschap bij de hoogleraren in de Nederlandse taalkunde. Als enige 'assistent' werd hij belast met inleidend onderwijs in diverse vakonderdelen. In de avonduren haalde hij eerst zijn kandidaatsexamen (20 september 1956) en daarna het doctoraalexamen Nederlandse taal- en letterkunde (4 juli 1958, met het hoofdvak algemene taalwetenschap). In september 1955 was Reijnders inmiddels benoemd tot wetenschappelijk hoofdambtenaar.
Reijnders doctoraalscriptie uit 1958 betrof de schrijver Louis Couperus (1863-1923): Couperus buiten de perken. Aliënisme, extravagantie, impressionisme, waaraan hij volgens het voorwoord in de scripte, getiteld 'Achteraf' en gedateerd 28 mei 1958, zeven jaren in snipperuren had gewerkt; zijn examen deed hij bij prof. dr. L.C. Michels (1887-1984). Reijnders had als leraar en docent al een lange en gevarieerde ervaring. Door zijn zeer open houding tegenover de studenten fungeerde hij voor velen van hen tevens als een soort mentor. Zijn wetenschappelijk werk vorderde langzaam, maar bleek van hoge kwaliteit. In 1968 promoveerde hij cum laude op die schrijver met zijn magnum opus, de dissertatie Couperus bij Van Deyssel, een chronische konfrontatie in beschouwingen, brieven en notities; promotor was prof. dr. A.C.M. Meeuwesse.
In 1974 bezorgde hij het boekenweekgeschenk, een verzameling teksten van Louis Couperus, onder de titel Als ik, bijvoorbeeld, de geest van mijn moeder op den rand van mijn bed zag zitten. Van 1974 tot 1977 was Karel Reijnders voorzitter van de Maatschappij der Nederlandse Letterkunde. Onder zijn voorzitterschap werd in 1975 bij de Nederlandse regering gepleit voor verlichting van het lot van de dichter Breyten Breytenbach, die in Zuid-Afrika gearresteerd was.
In Nijmegen was Karel Reijnders ook actief in de GBK (Gemeenschap Beeldende Kunstenaars), een belangenorganisatie waarvan hij van 1966 tot 1975 voorzitter was (vanaf 1964 was hij al voorzitter van de kunstlievende leden).
In 1975 boden verscheidene vrienden, die zich in het colofon (oud-)leerlingen noemen, hem Boek voor Karel aan, gesigneerd door alle bijdragers; tegenover de bijdrage 'Couperus bij Reijnders', een gedicht van Fons Vullinghs, is de bekende foto van Couperus zittend aan zijn bureau afgebeeld, waarbij het portret van diens moeder is vervangen door een fotoportret van Reijnders. Deze bundel verscheen in een oplage van 20 exemplaren en de redactie lag in handen van Nop Maas en Marijke Stapert-Eggen.
In 1980 nam hij afscheid van de Nijmeegse universiteit waarbij hem een afscheidsbundel werd aangeboden. Vervolgens gaf hij tussen 1980 en 1983 in eigen beheer een serie boekjes uit met de ondertitel Publikatie van het Genootschap Vrienden en Vijanden van K.R. ("Publikatie van een nogal geheim genootschap").
Reijnders werkte samen met verschillende bevriende letterkundigen, onder meer Pierre Kemp, Harry G.M. Prick, Fernand Lodewick en Johan Polak. Daarvan getuigen diverse artikelen en inleidingen bij publicaties. Ook was hij nauw betrokken bij de totstandkoming van de Volledige werken van Louis Couperus en het Bibliografisch Repertorium Louis Couperus.